# 鹽埕 (臺南市)
鹽埕，是臺灣臺南市南區的一個傳統地域名稱，位於該區中部，並向北延伸至北部的長條地帶。相較於今日行政區，其範圍大致包括廣州里東南端、新昌里、文南里西南部凸出部分不含最西端、彰南里東大半部、金華里不含東北端、再興里不含西北端、新興里、田寮里、大成里、國宅里、光明里、開南里、鹽埕里、明亮里、府南里、明德里西北部、南華里、明興里、郡南里西部、鯤鯓里東部、南都里、建南里不含東部、喜北里東北部凸出部分、喜東里不含西部、南部與東部，以及中西區的南廠里東南端、小西門里南半部、南門里西南部延伸至中央地帶。

## 設施

### 廟宇
- 鹽埕天后宮
- 鹽埕北極殿
- 知恩寺（現南英商工）
- 西本願寺（現南英商工）
- 高野寺（現動物防疫所）
- 妙經寺（現聖若瑟天主堂）
- 台南禪寺
- 金光教台南教會所
- 葬儀堂（現台電招待所）

### 文教
- 鹽埕公學校（現日新國小）
- 台灣商業學院（現南英商工）
- 臺南市立公共圖書館鹽埕分館 （页面存档备份，存于）